# 馬俊賢
馬俊賢（1930年6月15日—2011年3月14日），第125任澳門總督，是一位文人的總督。
來澳門之前是醫學教授，於1986年5月15日到澳門，17日正式開始履行總督的職務，但他的任期只有一年多。他提倡人道主義和社會福利。
在他任內，於1987年2月24日至27日，馬俊賢夫妇應當時的廣東省省長葉選平，邀請他在廣州參觀訪問。

## 外部連結
| 前任： 高斯達 | 葡屬澳門總督 · 1986年5月15日－1987年7月8日 | 繼任： 文禮治 |